# Schlacht um Baku
Bergmann-Offensive –
Sarıkamış –
Ardahan –
Van –
Malazgirt –
Karakilise –
Erzurum –
Trabzon –
Bitlis –
Muş –
Deutsche Kaukasusexpedition –
Sardarapat –
Abaran –
Karakilisa –
Baku
Die Schlacht um Baku (aserbaidschanisch Bakı döyüşü, russisch Битва за Баку, türkisch Bakü Muharebesi) von Juni bis September 1918 war eine Schlacht zwischen Streitkräften des Osmanischen Reichs und der Demokratischen Republik Aserbaidschan auf der einen Seite und Bolschewiki-Dashnak Streitkräften der Kommune von Baku auf der anderen Seite, die im späteren Verlauf des Kriegs von Truppen des British Empires, der Weißen Bewegung und aus Armenien unter der Führung von Lionel Dunsterville abgelöst wurden.
Die Schlacht war Schlusspunkt der Kaukasusfront im Ersten Weltkrieg, gleichzeitig aber auch Ausgangspunkt für den darauffolgenden Armenisch-Aserbaidschanischen Krieg.

## Hintergrund

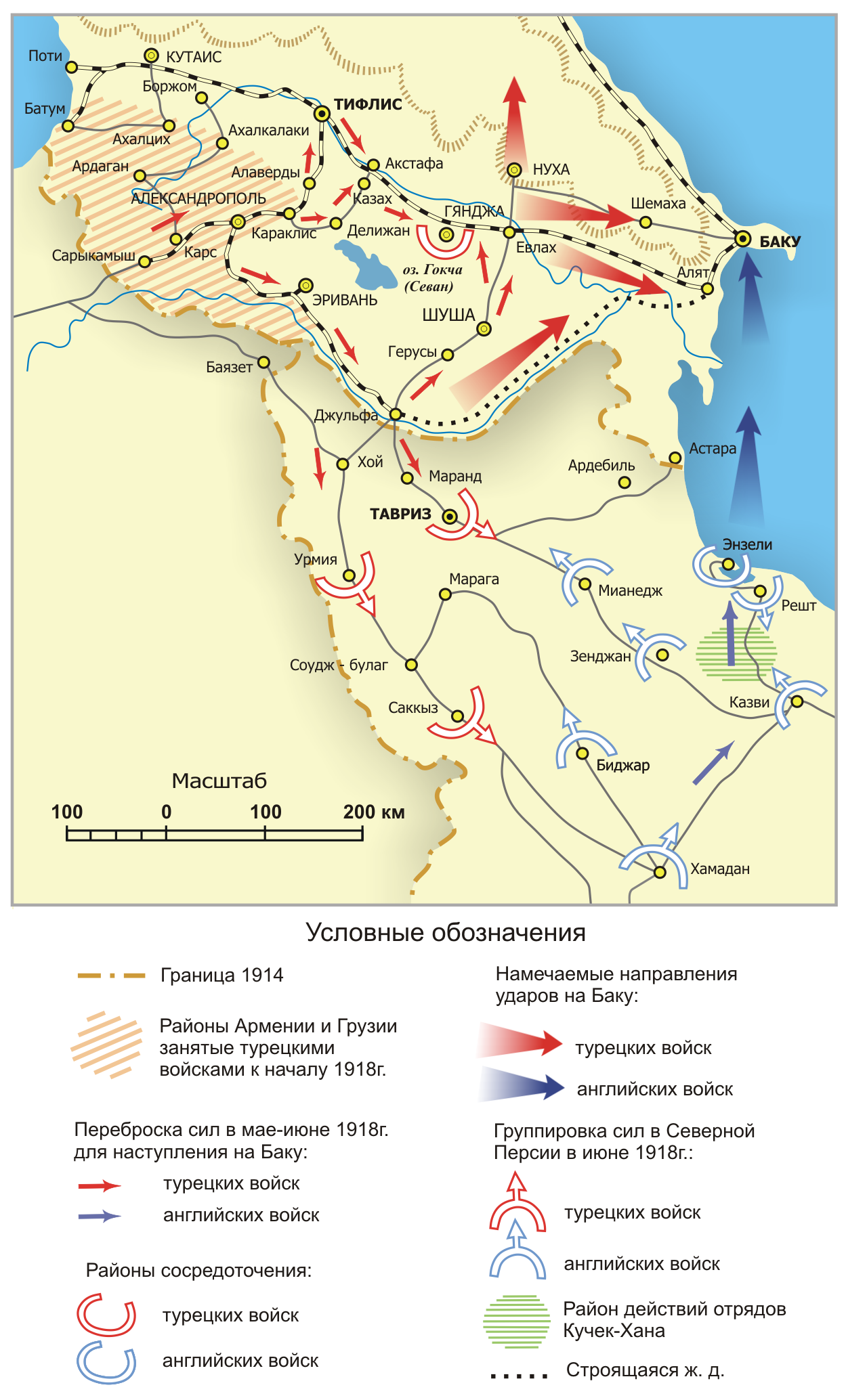
Die osmanische Kaukasusoffensive 1918

1917 zerfiel die russische Kaukasusfront als Folge der Februarrevolution. Am 9. März 1917 wurde das Besondere Transkaukasisches Komitee gegründet, um die administrativen Lücken in den von russischen Streitkräften besetzten Gebieten in Transkaukasien zu füllen. Repräsentanten aus Armenien, Aserbaidschan und Georgien waren ebenfalls in diese Administration eingebunden, die jedoch nicht lange hielt. Im November 1917 wurde die erste unabhängige Regierung Transkaukasiens in Tiflis als Transkaukasisches Kommissariat, nachdem die Oktoberrevolution St. Petersburg erobert hatte. Am 5. Dezember 1917 empfahl das Kommissariat die Unterzeichnung des Waffenstillstands von Erzincan zwischen Russland und der 3. Armee des osmanischen Reiches. Danach verließen viele russische Soldaten die Front und kehrten in ihre Heimat zurück. Im direkten Widerspruch zum Waffenstillstandsabkommen beteiligten sich aber einige russische Soldaten an Kämpfen in Persien. General Nikolai Nikolajewitsch Baratow verblieb jedoch in Hamadan, in Kermānschāh war ein russischer Offizier mit 10.000 Mann einquartiert. Beide Truppenteile waren mit einem britischen Verbindungs-Offizier versehen.
1918 versuchte Großbritannien Armenier davon zu überzeugen, den Kampf gegen das Osmanische Reich fortzuführen und gründete dafür die unter dem Befehl von Lionel Dunsterville stehende Dunsterforce, die zunächst in Bagdad stationiert war. Das militärische Ziel der Dunsterforce war das Erreichen des Kaukasus über die Front in Persien. Die Briten planten, eine Armee aus Armeniern und anderen der Entente gegenüber freundlich gesinnten Fraktionen im Kaukasus aufzustellen.
Am 10. Februar 1918 beschloss das Transkaukasische Kommissariat, die Unabhängigkeit ihrer Gebiete auszurufen und am 24. Februar 1918 wurde offiziell die Transkaukasische Demokratisch-Föderative Republik gegründet. Ihre anti-bolschewistischen politischen Ziele galten der Loslösung Transkaukasiens vom nunmehr bolschewistischen Russland. Bereits im Vorfeld hatte die Dunsterforce am 27. Januar 1918 Bagdad in Richtung Kaukasus verlassen, um die Kaukasusfront am Leben zu erhalten und die Pläne des osmanischen Generals Enver Pascha zu durchkreuzen. Am 17. Februar erreichte die Dunsterforce Bandar Anzali, wo sie jedoch von örtlichen Bolschewisten an der Weiterreise nach Baku gehindert wurde.
Am 3. März 1918 unterzeichnete der Großwesir Talât Pascha den Friedensvertrag von Brest-Litowsk mit Sowjetrussland. In diesem wurde festgelegt, dass die Vorkriegsgrenzen zwischen Russland und dem Osmanischen Reich wiederhergestellt werden sowie die Städte Batumi, Kars und Ardahan an die Osmanen fallen sollten. Zwischen 14. März und April 1918 fand in Trabzon eine Friedenskonferenz zwischen dem Osmanischen Reich und einer Delegation der Transkaukasischen Republik statt. Am 30. März erreichte die Nachricht von Konflikten und Massakern an Aserbaidschanern und anderen muslimischen Einwohnern in und um Baku die Delegationen in Trabzon, die später als März-Ereignisse werden sollten. Insgesamt wurden zwischen 3.000 und 12.000 Menschen von bewaffneten bolschewistischen und armenischen Revolutionären getötet.
Während vor den Massakern die aserbaidschanischen Vertreter eine Autonomie innerhalb Russlands anstrebten, bestanden sie danach auf einer völligen Unabhängigkeit und vertrauten nicht mehr in die russische Revolution, sondern suchten vielmehr um Unterstützung durch das Osmanische Reich an.
Am 5. April 1918 akzeptierte Akaki Chkhenkeli von der transkaukasischen Delegation den Friedensvertrag von Brest-Litowsk als Verhandlungsbasis und versuchte auch die Regierung in Tiflis zu dieser Haltung zu bewegen. In Tiflis herrschte jedoch eine völlig andere Stimmung, man sah sich im Krieg mit dem Osmanischen Reich. Kurze Zeit später eroberte die 3. Armee Erzurum, Kars und Van. Speziell im Kaukasus wurde die Lage dadurch immer schwieriger, da Enver Pascha Transkaukasien unter osmanische Suzeränität stellen wollte, um seine Pläne des Pan-Turasimus umsetzen zu können. Dieser Plan hätte den Mittelmächten den Zugang zu zahlreichen kriegswichtigen Rohstoffen gegeben, inklusive der Erdölfelder um Baku. Zudem hätte die Kontrolle dieses Abschnitts des Kaspischen Meeres auch weitere Expansionen in Zentralasien und unter Umständen sogar Britisch-Indien ermöglicht.
Am 11. Mai 1918 begann eine neue Friedenskonferenz in Batumi. Bei dieser Konferenz erweiterte das Osmanische Reich seine Gebietsansprüche um Tiflis, Alexandropol und Etschmiadsin, um eine Eisenbahnlinie von Kars über Julfa nach Baku zu bauen. Die armenischen und georgischen Delegierten der Transkaukasischen Republik begannen daraufhin die Verhandlungen ins Leere laufen zu lassen, was das Osmanische Reich zu neuerlichen militärischen Vorstößen veranlasste, die in der Schlacht von Sardarapat (21. bis 29. Mai), der Schlacht von Karakilisa (24. bis 28. Mai) und der Schlacht von Abaran (21. bis 24. Mai) mündeten.
Während der Schlacht von Karakilisa, am 26. Mai 1918, zerfiel die Transkaukasische Republik durch die Unabhängigkeitserklärung der Demokratischen Republik Georgien, deren Vorbild kurz darauf am 28. Mai auch die anderen Gebiete mit der Gründung der Demokratischen Republik Armenien und der Demokratischen Republik Aserbaidschan folgten. Georgien schloss nach der Unabhängigkeitserklärung im Vertrag von Poti ein Schutzabkommen mit dem Deutschen Kaiserreich. Die Deutsche Kaukasusexpedition sollte dadurch nach Ansicht der Georgier Georgien vor den Auswirkungen der Oktoberrevolution und der osmanischen Militäroffensive schützen.
Die Regierung Aserbaidschans verlegte ihren Sitz von Tiflis nach Gəncə. Im selben Zeitraum bot jedoch Deutschland Sowjetrussland an, die Offensive der osmanischen Armee des Islam im Kaukasus zu stoppen, wenn Russland dafür Deutschland den Zugang zu den Ölfeldern Bakus offen hielte. Am 27. August wurden die Verhandlungen abgeschlossen und Deutschland ein Viertel der Ölproduktion in Baku zugesichert. Daraufhin verlangte Deutschland vom verbündeten Osmanischen Reich, dass es seine Offensive in Aserbaidschan verschieben solle, was der osmanische Kriegsminister Enver Pascha jedoch ignorierte.
Im Mai 1918 begann sich an der Persienfront unter Nuri Pascha die Islamische Armee des Kaukasus in Täbris zu formieren, um nicht nur die Armenier, sondern auch die Bolschewiken zu bekämpfen. Diese Armee eroberte weite Teile der Demokratischen Republik Aserbaidschan ohne auf nennenswerten Widerstand zu treffen und beeinflusste damit in hohem Maße die fragile Struktur des neuen Staates. Der dadurch erhöhte osmanische Einfluss auf Aserbaidschan führte zu einer feindlichen Einstellung von Teilen der Bevölkerung gegenüber den Türken.
Am 4. Juni 1918 unterzeichneten Aserbaidschan und das Osmanische Reich einen Freundschaftsvertrag, in dem Klausel 4 Aserbaidschan militärische Hilfe zusicherte, falls eine solche zum Erhalt des Friedens und der Stabilität des Lands notwendig werden sollte.

## Ausgangssituation
Die Islamische Armee des Kaukasus stand unter dem Kommando von Nuri Pascha und setzte sich aus der 5. kaukasischen und der 15. Division zusammen, sowie dem aserbaidschanisch-muslimischen Korps unter General Ali-Agha Schichlinski. Die Armee umfasste ungefähr 14.000 osmanische Truppen und 500 Mann Kavallerie, sowie 40 Artilleriegeschütze. 30 % der Armee waren osmanische Soldaten, die anderen 70 % setzen sich aus aserbaidschanischen Truppen und Freiwilligen aus Dagestan zusammen.
Die Truppen Bakus wurden von dem ehemaligen zaristischen General Georgi Arkadewitsch Dokutschajew und seinem armenischen Stabschef Oberst Awetissow angeführt. Unter ihrem Kommando standen ca. 6.000 Truppen der Zentralkaspischen Diktatur, die zuvor am 1. August 1918 gegründet worden war. Die große Mehrheit der Armee bestand aus Armeniern und einigen Russen. Die Artillerie bestand aus 40 Feldkanonen. Die meisten sowjetischen Truppen Bakus waren ebenfalls Armenier, die der armenischen revolutionären Föderation angehörten oder mit ihr sympathisierten. Einer der Anführer der sowjetischen Truppen war der Kommandant Amazasp, der für einige Massaker an Aserbaidschanern verantwortlich war.
Die britische Mission bestand aus der Dunsterforce, die von Generalmajor Lionel Dunsterville kommandiert wurde. Dunsterville übernahm das Kommando am 18. Januar in Bagdad, wo die ersten Truppenteile bereits zusammengestellt worden waren. Die Dunsterforce verließ Bagdad am 27. Januar mit vier Unteroffizieren in 41 Transportern und Autos von Ford. Die Kampfstärke belief sich auf ungefähr 1.000 Mann, die von einer Artilleriebatterie, einer MG-Sektion, drei gepanzerten Fahrzeugen und zwei Flugzeugen vom Typ Martinsyde G.100 unterstützt wurden. Dunsterville sollte mit seinen Truppen Persien und damit auch die Mesopotamienfront und die Persienfront durchqueren und den Hafen von Bandar Anzali halten.

Kampfverbände
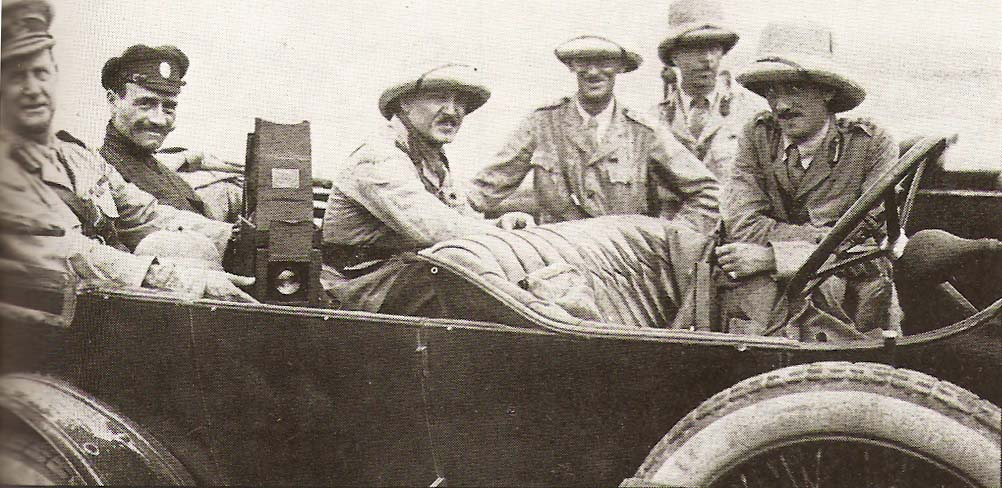
Lionel Dunsterville (ganz links) mit Angehörigen des Stabs der Dunsterforce.
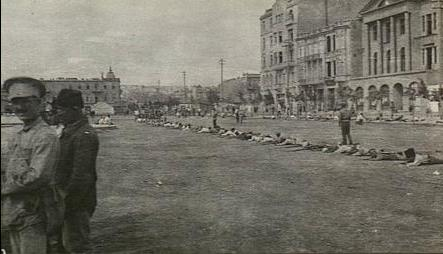
Angehörige der Dunsterforce trainieren Truppen der örtlichen Baku Armee
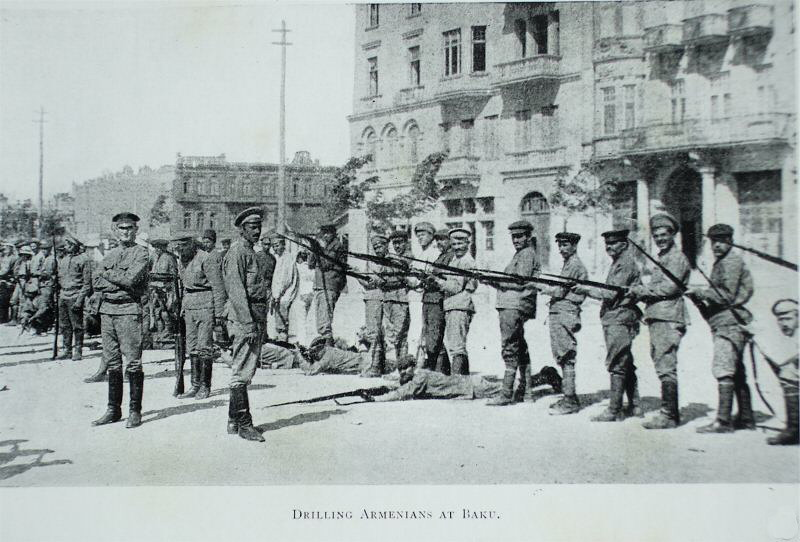
Armenische Truppen trainieren in Baku
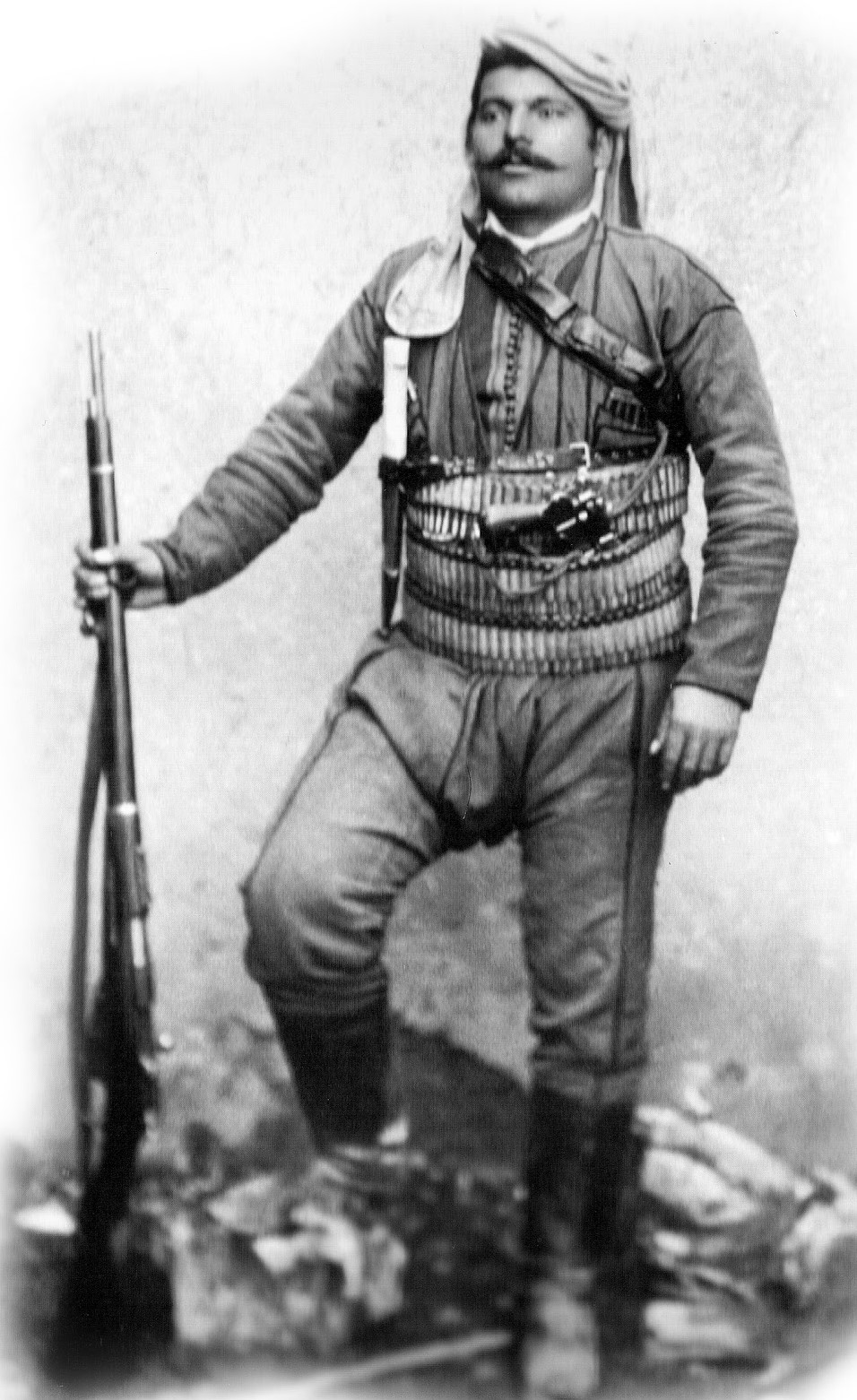
Murad von Sebasteia starb in der Schlacht von Baku
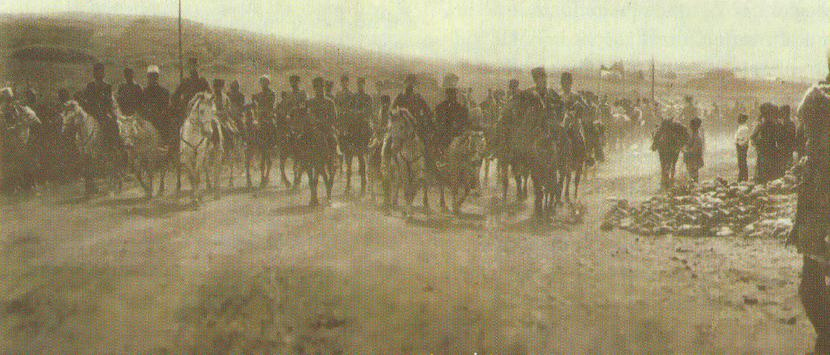
Die Islamische Armee des Kaukasus durchquert Qazax auf dem Weg nach Baku

## Kampfhandlungen

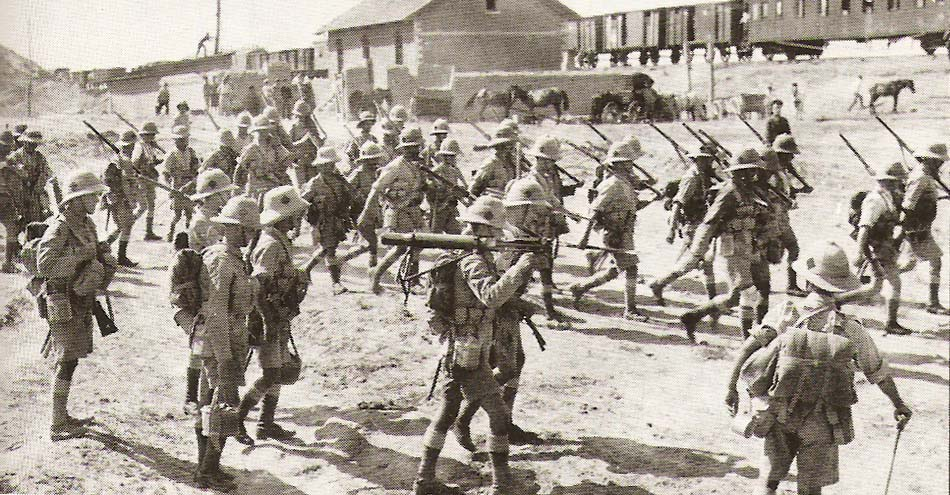
Die North Staffords, Teil der Dunsterforce, auf dem Weg nach Baku.

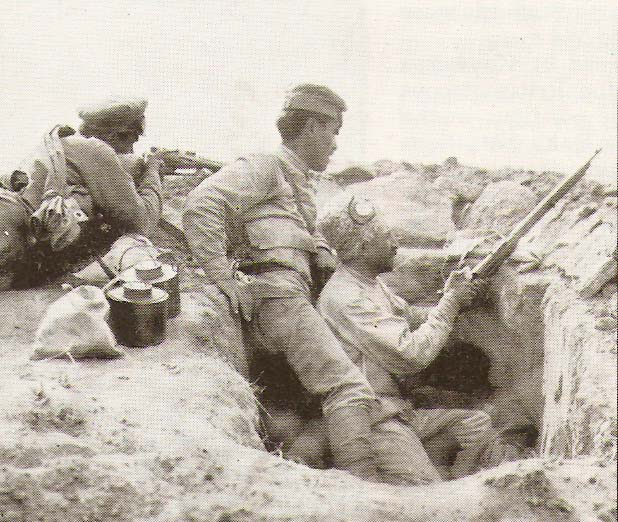
Armenische Truppen in einem Schützengraben.

### Außerhalb Bakus
Am 6. Juni 1918 befahl der Kommandant der sowjetischen Truppen in Baku, Grigory Korganow der Roten Armee eine Offensive gegen Gəncə zu beginnen. Auf dem Weg nach Gəncə plünderten die Soldaten Dörfer und töteten vorwiegend muslimische Zivilisten. Die vom armenischen Sowjetpolitiker Stepan Schahumjan angeforderten Truppen für Baku wurden jedoch von Josef Stalin in Zarizyn zurückgehalten. Zudem wurde die für Baku vorgesehene Lebensmittellieferung in diese Stadt umgeleitet. Schahumjan protestierte gegen diese Maßnahmen und beschwerte sich erfolglos beim Militärkomitee in Moskau über Stalins Vorgehensweise. Der Mangel an Truppen und Nahrungsmitteln sollte einer der entscheidenden Faktoren für die Niederlage der sowjetischen Truppen in Baku sein. Da sich durch die sowjetische Offensive die Regierung Aserbaidschans außer Stande sah, die Unabhängigkeit des Landes zu gewährleisten, bat Aserbaidschan das Osmanische Reich um Unterstützung, wie es zwei Tage zuvor im Abkommen zwischen den beiden Ländern festgehalten wurde.
Vom 27. Juni bis 1. Juli 1918 schlug die Islamische Armee des Kaukasus die Rote Armee in Göyçay und begann ihren Vormarsch auf Baku. Zu diesem Zeitpunkt befand sich Bicherakow mit Truppen der Weißen Armee in der Nähe von Qazvin auf dem Weg zurück nach Russland. Nachdem er einige Jangalis besiegen konnte, besuchte Bicherakow Baku, um die Lage zu überprüfen. Nachdem er am 22. Juni vor Ort von der anrückenden osmanischen Armee erfuhr, plante er die Osmanen in einem Vorort von Baku aufzuhalten. Er kam jedoch zu spät dort an und versuchte danach, die Osmanen vom Norden her aus Richtung Derbent anzugreifen. In Baku ließ er nur ein kleines Kontingent an Kosaken zurück. Die Jangalis im Iran wiederum lieferten sich auch Scharmützel mit der Dunsterforce, die gerade auf dem Weg nach Anzali war, konnten jedoch von den britischen Truppen schlussendlich besiegt werden. Als Dunstertville im späten Juli in Anzali eintraf, verhaftete er die örtlichen Bolschewiken, die sich mit den Jangalis verbündet hatten.
Am 26. Juli 1918 erhob sich die Zentralkaspische Diktatur erfolgreich gegen Schahumjan und seine sowjetischen Truppen. Schahumjan entging zunächst der Verhaftung durch die neue Stadtregierung, in dem er mit seinen Anhängern das Arsenal der Stadt und 13 Schiffe unter ihre Kontrolle brachte. Die Sowjets versuchten mit den Schiffen Astrachan am nördlichen Ufer des Kaspischen Meeres zu erreichen, wurden jedoch von der Kaspischen Flottille, die der neuen Regierung loyal war, abgefangen und zurückeskortiert.
Zum 30. Juli hatte schon die Vorhut der Islamischen Armee des Kaukasus die Anhöhen oberhalb von Baku erreicht, was Dunsterville dazu veranlasste, sofort ein Kontingent seiner Truppen nach Baku zu beordern, das dort am 16. August ankam.
Am Tag nach der Ankunft der britischen Truppen startete die Stadtregierung e eine Offensive gegen den Vorort Diga. Dabei sollten 600 Armenier im Norden Bakus vorrücken, unterstützt von Einheiten des Royal Warwickshire Regiments und des North Staffordshire Regiments, die schlussendlich Novxanı einnehmen sollten. Durch die Einnahme des Vororts sollte die Lücke zur nördlichen Küste der Abşeron-Halbinsel schließen und dadurch die Verteidigungslinien Bakus verstärken. Der Angriff scheiterte jedoch, da der Kommandant der Artillerie nicht über den Vorstoß informiert wurde. Die verbleibenden Truppen bezogen Stellungen nördlich von Diga.

### Kämpfe in der Stadt

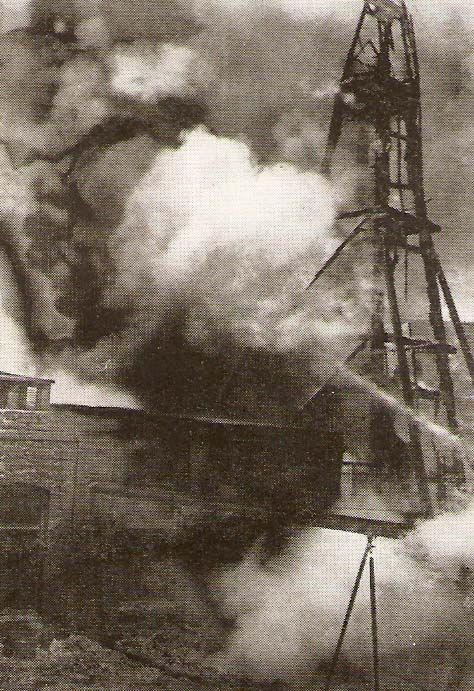
Bombardierter Ölbohrturm während der Schlacht.

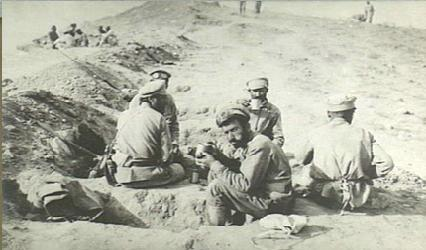
Kurz vor der osmanischen Offensive: Russische und armenische Soldaten an der Front.

Während in der Umgebung Bakus und der Stadt schon seit Juni bis Mitte August Scharmützel stattfanden, bezieht sich der Begriff „Schlacht um Baku“ auf die Kämpfe zwischen dem 26. August und 14. September 1918.
Am 26. August startete die Islamische Armee des Kaukasus ihre Hauptoffensive gegen die Verteidigungsstellungen beim westlichen Wolfstor. Trotz mangelnder Artillerie konnten die Truppen Bakus und des britischen Kontingents ihre Stellungen gegen die Angriffe halten. Nach diesem Angriff legten die Osmanen ihren Fokus auf die Eroberung der Anhöhen im Rayon Binəqədi, scheiterten aber auch hier. Nach den Kämpfen wurden Reservetruppen der Stadt in die nördlichen Anhöhen in Biləcəri entsandt, mussten sich jedoch aufgrund des verstärkten Bombardements durch die osmanische Artillerie wieder bis zur weiter unterhalb liegenden Eisenbahnlinie zurückziehen.
Am 28. und 29. August belegten die osmanischen Streitkräfte Baku mit heftigem Artilleriebeschuss und griffen die Stellungen in Binəqədi nördlich der Stadt an. 500 osmanische Soldaten stürmten die Hügel, wurden aber mithilfe der Artillerie Bakus zurückgeschlagen. Die geschwächten britischen Truppen mussten ihre Stellungen jedoch aufgeben und südlich in Richtung der Stadtmauern zurückziehen.
Zwischen dem 29. August und 1. September konnten osmanische Streitkräfte die Stellungen auf den Anhöhen von Binəqədi und Diga einnehmen. Zahlreiche Truppen der Verteidiger wurden überrannt und mussten starke Verluste hinnehmen. Am Ende dieser Angriffe waren die Verteidigungskräfte bereits bis auf die Anhöhen rund um die Stadt zurückgedrängt worden. Die osmanischen Verluste waren jedoch so groß, dass der osmanische General Mürsel Bey nicht sofort die Offensive fortsetzte. Das Zögern der osmanischen Führung ermöglichte den Truppen der Transkaukasischen Diktatur sich zu reorganisieren und neue Verteidigungsstellungen zu errichten. Angesichts der immer schlechter werdenden Situation traf sich Dunsterville mit den Anführern der Transkaukasischen Diktatur am 1. September, bei dem der britische Generalmajor klar machte, dass er nicht bereit war, weiter das Leben britischer Soldaten für die Verteidigung der Stadt zu opfern und deutete einen Rückzug der britischen Truppen an. Dies löste Proteste der Stadtregierung aus, die bis zum Letzten kämpfen wollten und die Briten nur dann die Stadt verlassen sollten, wenn auch die Truppen der Transkaukasischen Diktatur abziehen würden. Dunsterville beschloss daraufhin, solange zu bleiben, bis die Lage hoffnungslos werden sollte.
In der Zwischenzeit konnte die Weiße Armee unter Bicherakow die Stadt Port-Petrowsk (heute Machatschkala) in Dagestan einnehmen und dadurch ein Kontingent von 600 Mann, inklusive einiger Kossacken, nach Baku entsenden. Als die Truppen Baku erreichten, stiegen die Hoffnungen der Verteidiger, die Stadt doch noch verteidigen zu können.
Vom 1. bis 13. September führten die Osmanen keine neuen Offensiven durch. In dieser Zeit bereiteten sich Baku auf den bevorstehenden Angriff vor und nutzten dafür auch ständige Aufklärungsflüge. In seinem Tagebuch erwähnte Dunsterville auch die Kriegsgräuel, die im September 1918 an den muslimischen Einwohnern der Stadt von armenischen Soldaten begangen wurden. Am 12. September desertierte ein arabischer Offizier der 10. osmanischen Division und informierte die Stadtverteidiger darüber, dass der Hauptangriff auf die Stadt am 14. September stattfinden sollte.
In der Nacht vom 13. auf den 14. September begannen die osmanischen Streitkräfte tatsächlich mit ihrem Angriff. Sie überrannten das strategisch wichtige Wolfstor westlich von Baku, von dem aus das ganze Schlachtfeld überblickt werden konnte. Die Offensive wurde jedoch von einer Gegenoffensive aufgehalten, die Kämpfe hielten den ganzen Tag an, bis die Situation für die Verteidiger aussichtslos wurde. Am Abend des 14. Septembers verließen die Überreste der Baku Armee und der Dunsterforce die Stadt und schifften nach Bandar Anzali im Süden ein.

## Folgen

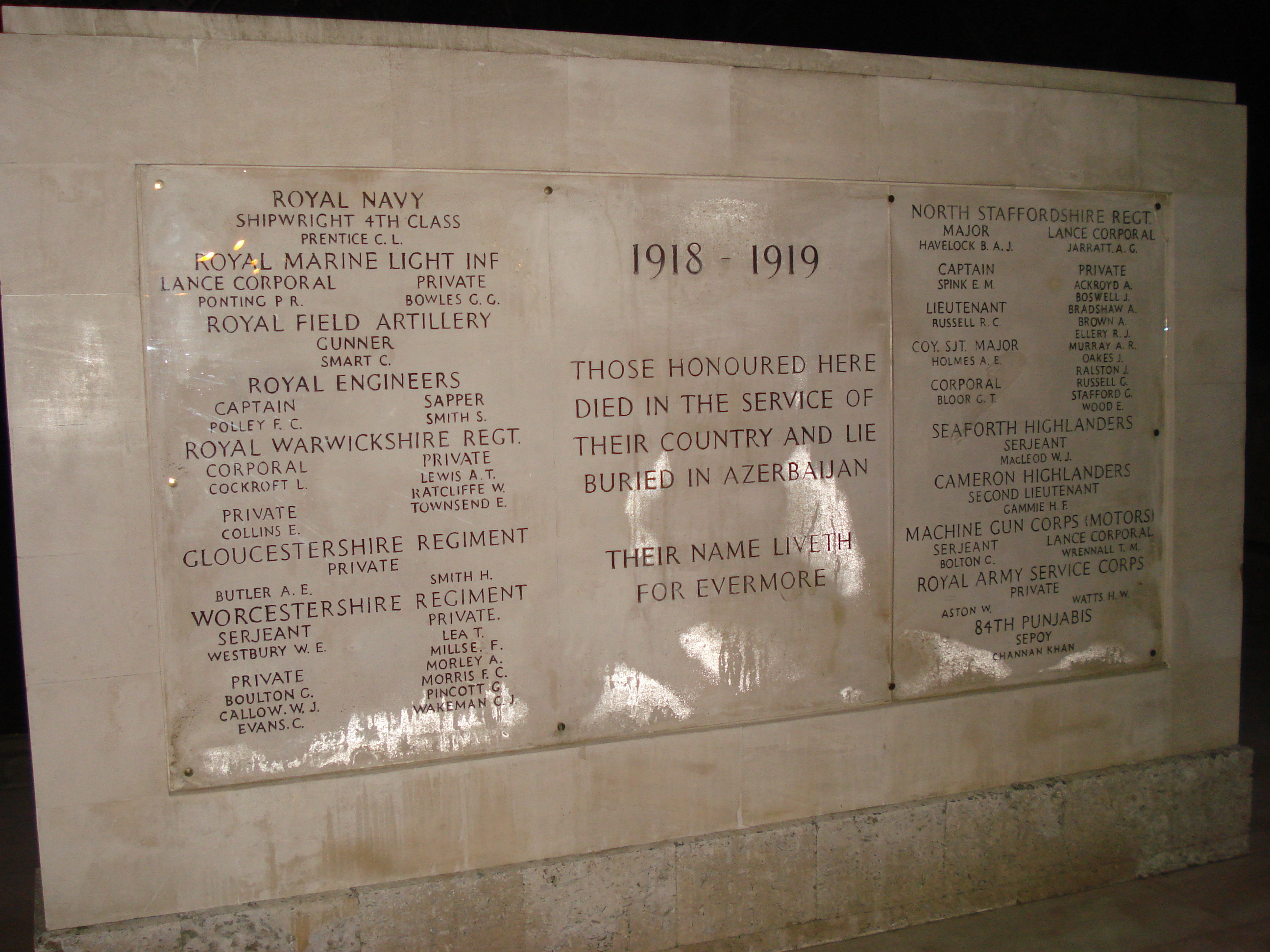
Denkmal für die gefallenen britischen Soldaten in Baku.

Die zuvor im März durchgeführten Massaker an der muslimischen Bevölkerung im März 1918 durch die Armenier in Baku führten nach Einnahme der Stadt durch das Osmanische Reich zu Pogromen an der armenischen Bevölkerung. Die Armenier versuchten panisch am Hafen die Stadt per Schiff zu verlassen, während die regulären Streitkräfte der Osmanen für zwei Tage zurückgehalten wurden. In diesen zwei Tagen verübten in der Stadt rekrutierte Einheiten Massaker an der armenischen Bevölkerung, es war damit das letzte durchgeführte Massaker im Ersten Weltkrieg.
Die britischen Verluste in der Schlacht beliefen sich auf ca. 200 Mann, die entweder getötet oder verwundet wurden oder als vermisst galten. Mürsel Bey bezifferte die Verluste der osmanischen Armee auf 2.000. Unter den Zivilisten Bakus wurden zwischen 9.000 und 10.000 Armenier getötet, was in etwa der Anzahl an getöteten Aserbaidschanern in dem März-Massakern entspricht. Insgesamt wurden 20.000 Armenier getötet oder deportiert.
Das eigentliche Ziel der Osmanen, Öl aus den Ölfeldern Bakus zu nutzen, konnte nicht erfüllt werden. Die Öllieferungen kamen nicht über Tiflis hinaus, bevor das Osmanische Reich am 30. Oktober 1918 mit dem Waffenstillstand von Moudros alle Kampfhandlungen einstellte und die osmanische Armee Baku räumte. Die Stadt wurde am 16. November 1918 offiziell an Großbritannien übergeben. Der übernehmende britische General William Thomson segelte mit 5.000 Soldaten in die Stadt; zu seinem Truppenkontingent gehörten auch Einheiten der Dunsterforce, die zuvor am 14. September geflüchtet waren. Über die Stadt wurde das Kriegsrecht verhängt, bis „die zivilen Institutionen stark genug sind, um die Streitkräfte von ihrer Aufgabe der Aufrechterhaltung der öffentlichen Ordnung entbinden zu können“.